# Словень-Градец
Словень-Градец (словен. Slovenj Gradec, нем. Windischgrätz) — небольшой город в регионе Корошка в Словении, расположенный лишь в нескольких километрах от границы с Австрией. Население составляет около 13 тысяч человек. Город расположен около 45 км к западу от Марибора и 65 км к северо-востоку от Любляны. Словень Градец является одной из 193 общин Словении.

## История
В Средние века им владели бароны фон Виндишгрец.
Согласно переписи населения в 1880 году три четверти жителей города Виндиш-Грец говорили по-немецки и лишь четверть — по-словенски.  В 1918 году Словень Градец был островком немецкоговорящего населения в Словении. 
После Первой мировой войны большинство немцев выехало в Австрию. Оставшиеся были изгнаны в 1945 году.